# Гората
Гората е планински рид в Източните Родопи, между Хасковската хълмиста област на север и Вълчеполската котловина на юг, на територията на България област Хасково и малка част в Северна Гърция.
Ридът се простира от запад на изток на около 45 км, а ширината му достига до 8 – 10 км. Очертава се ясно между Хасковската хълмиста област и долината на река Марица на север и Вълчеполската котловина на юг. На запад долината на река Бързей (десен приток на Харманлийска река) го отделя от рида Чуката, а на изток на гръцка територия склоновете му постепенно затъват в междуречието на Марица и Арда. В източната му част между гранични пирамиди с №№ от 349 до 378 преминава участък от държавната ни граница с Република Гърция.
Целият рид е ограничен от север и юг от резки, стръмни разседни склонове с праволинейни очертания. Изграден е от мезозойски шисти, старотерциерни брекчи, брекчо-конгломерати, пясъчници, варовици и ефузивни скали. Билните му части са плоски, с изолирани възвишения. Най-високата точка е връх Шейновец (703,6 м) разположен в източната му част, на около 3,5 км западно от държавната граница. В средната част на рида, югозападно от с. Малко градище, североизточно от с. Ефрем и югоизточно от с.Орешец е разположен връх Света Марина с надморска височина 708,6 м. По цялото си протежение ридът е вододел между водосборните басейни на Марица и Арда. По северните му склонове се спускат десните притоци на Марица – реките Бисерска, Лозенска, Дерекьой и др., а по южните – малки и къси леви притоци на Арда. Силно обрасъл с дъбови гори, на базата на които се развива горско стопанство.
По северните и южните подножия на рида в България са разположени 15 села: Воденци, Върбово, Долно Съдиево, Ефрем, Зимовина, Златоустово, Лясковец, Малко градище, Мезек, Орешец, Поповец, Пътниково, Селска поляна, Силен и Тънково, а на гръцка територия – село Петрота.
Ридът Гората се пресича от 3 пътя от Държавната пътна мрежа:
- В най-западната му част, от юг на север, между селата Силен и Долно Ботево, на протежение от 8,3 км – участък от третокласен път № 593 Белополци – Силен – Голям извор;
- В източната му част, от юг на север, на протежение от 11,3 км – участък от третокласен път № 597 Ивайловград – Малко градище – Любимец;
- В средната му част, от север на юг, между селата Върбово и Селска поляна, на протежение от 7,5 км – участък от третокласен път № 808 Харманли – Долни Главанак – Силен.[1]

В източната част на рида, в района на село Мезек има останки от средновековна крепост и забележителната с архитектурата си тракийска гробница.

## Топографска карта
- Лист от карта K-35-76. Мащаб: 1 : 100 000.
- Лист от карта K-35-77. Мащаб: 1 : 100 000.